# Чина круглолиста
Чина круглолиста, Горошок круглолистий (Lathyrus rotundifolius Willd.) — рослина з роду чина, родини бобових. Народна назва: англ. Persian everlasting pea — Перський вічний горох.

## Загальна біоморфологічна характеристика

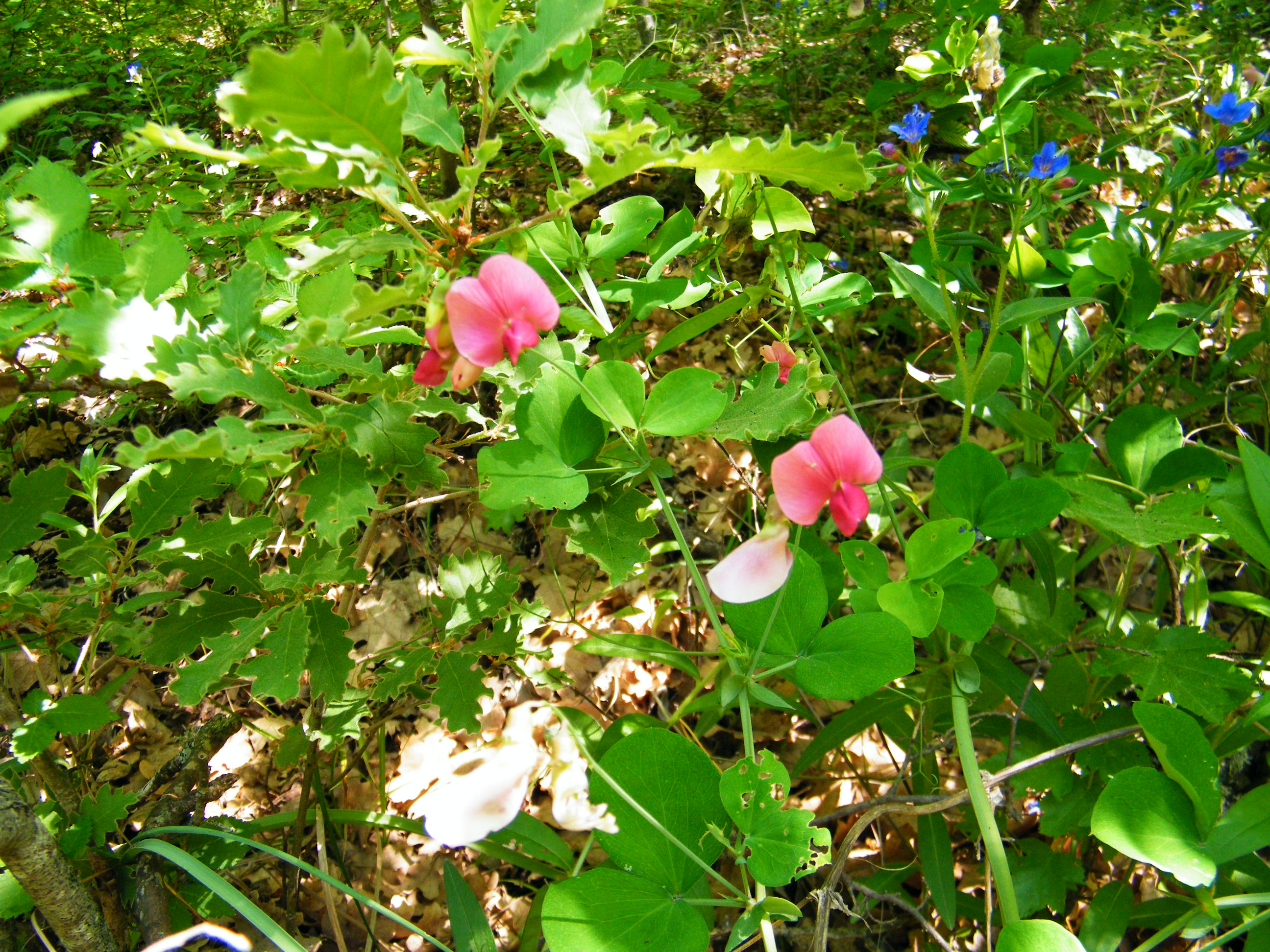
Чина круглолиста в районі бухти Ласпі

Багаторічна трав'яниста рослина з нечисленними або поодинокими лазячами стеблами, що чіпляються листовими вусиками, заввишки до 1 м заввишки. Стебла більш-менш прямостоячі або висхідні, гранисті, крилаті, голі. Прилистки напівстріловидні, 1 — 2,5 см завдовжки, 3 — 6 мм шириною. Черешок листа узкокрилатий або безкрилий. Листова вісь закінчується гіллястим вусиком. Листя складаються з 1 пари округло-еліптичних або оберненояйцеподібних, тупих листочків 2,5 — 5 см завдовжки, 2 — 4 см завширшки, з трьома помітними поздовжніми жилками. Квітконоси за довжиною трохи перевищують листя. Суцвіття — негуста китиця з 3 — 6 квіток. Квітки близько 1,5 — 2 см завдовжки, віночок яскраво-рожевий. Чашечка дзвонова, з нерівними зубцями (верхні трохи коротше нижніх). Прапор округлий, раптово звужений в короткий нігтик, крила рівної довжини з прапором, при основі з довгим загнутим зубцем; човник коротше крил, округлений, біля основи з широким зубцем. Боби голі, сидячі, лінійні, по спинці з  довгастими ребрами, з боків злегка стислі, 4-6,5 см завдовжки, 0,4 — 0,8 мм завширшки, 8 — 10-насінин. Стулки з косим сітчастим жилкуванням. Насіння округле, темне, гладке. Цвіте в травні-червні, плодоносить у липні-серпні. Каріотип — 2n = 14.

## Екологія
Росте у гірських широколистяних лісах і на узліссях, у чагарниках.

## Поширення
Загальне поширення: Закавказзя (Азербайджан, Вірменія, Грузія), Мала Азія (гори південно-західного узбережжя Чорного моря), Іран (хребет Ельбурс), Ірак, Туреччина, Російська Федерація (Челябінська, Свердловська, Куйбишевська, Оренбурзька області, Башкортостан). Інтродукований вид для США (Джорджія).
В Україні — звичайна рослина широколистяних лісів гірського Криму. Входить до Червоного списку рослин Дніпропетровської області.

## Використання та господарське значення
Має кормове та декоративне значення. Медонос.